# William Fitzsimmons

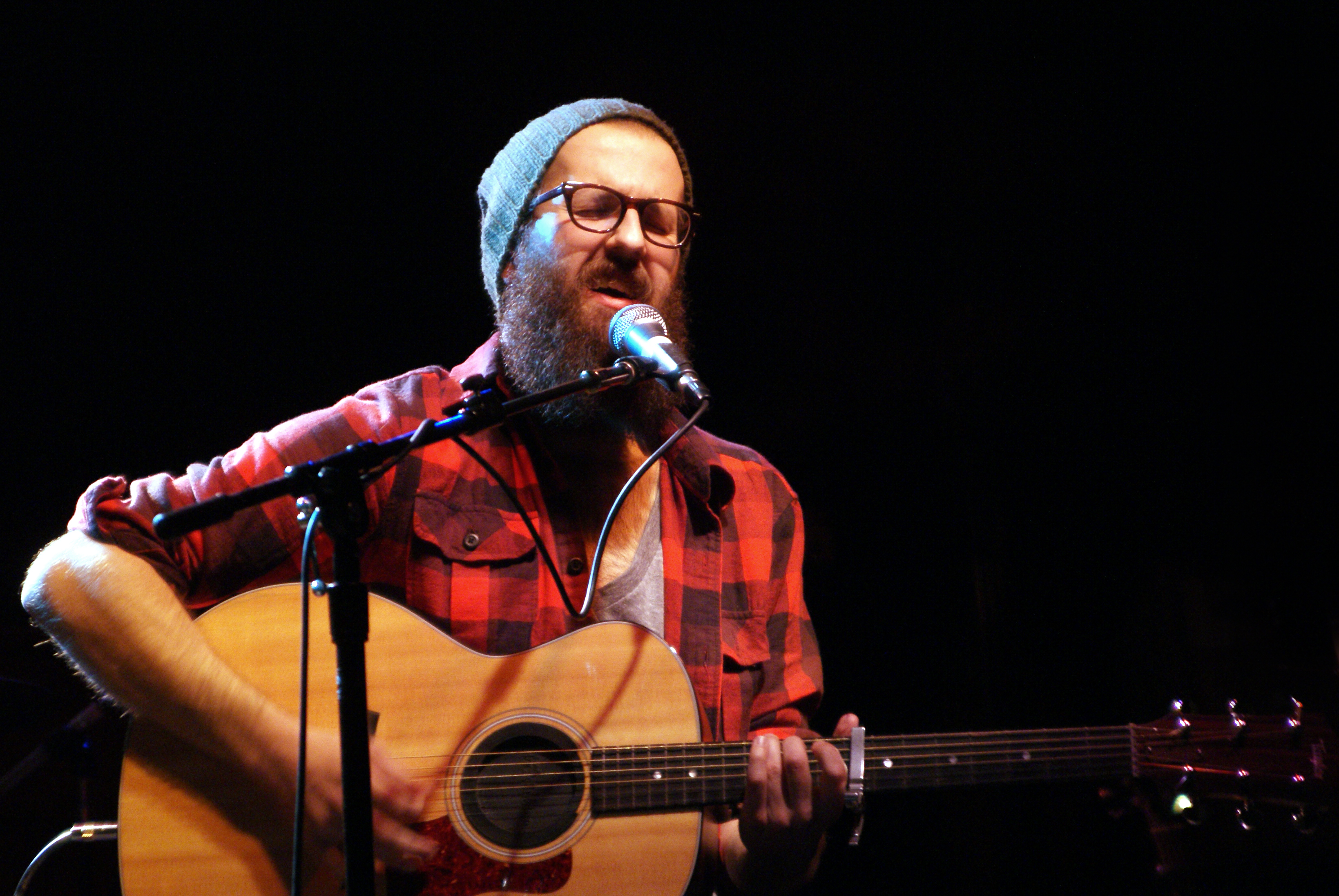
William Fitzsimmons, 2009

William Fitzsimmons (* 1978) ist ein US-amerikanischer Singer-Songwriter. Die bekanntesten Lieder von Fitzsimmons sind Passion Play und Please Don’t Go, welche in der US-amerikanischen Fernsehserie Grey’s Anatomy bei zentralen Szenen als musikalische Untermalung genutzt wurden.

## Leben
William wurde als jüngster Sohn eines blinden Ehepaares geboren und wuchs in Pittsburgh, Pennsylvania auf. Er sagt, dass er das Talent zum Spielen verschiedenster Instrumente von seinen Eltern habe. Da die Familie nicht wie andere über visuelle Eindrücke kommunizieren kann, sei sein Elternhaus von unzähligen Klängen erfüllt gewesen, die das ersetzten, was das Auge nicht sieht. Sie besaßen unter anderem eine Orgel, die sein Vater eigenhändig gebaut hatte. 
Während seiner Grundschulzeit lernte Fitzsimmons Piano und Posaune zu spielen. In den Jahren auf der Junior High School brachte er sich selbst das Gitarrespielen bei. Des Weiteren beherrscht er das Banjo, die Ukulele, die Mandoline und die Melodica. Fitzsimmons ist dafür bekannt, dass er volkstümliche mit elektronischer Musik mischt. 
Fitzsimmons studierte Psychologische Beratung („Counseling“) am Geneva College und arbeitete danach zunächst als Therapeut. 
Er wohnte eine Zeit lang in Jacksonville, Illinois. Inzwischen lebt er mit seiner zweiten Frau Erin und den beiden adoptierten Töchtern in Springfield (Illinois).

## Musikkarriere
Während der Sommersemesterferien nahm Fitzsimmons seine ersten eigenen Songs zu Hause auf, welche später auf seinem Debütalbum veröffentlicht wurden. Die ersten beiden Alben Until When We Are Ghosts (2005) und Goodnight (2006) waren selbstproduziert. Das 2008 veröffentlichte Album The Sparrow and the Crow war sein erstes Studioalbum, welches Platz 1 der iTunes Top Folk Albums Charts (US) und Platz 56 in den iTunes Top Albums Charts (US) erreichte.
In seinen Songs geht es in der Regel um persönliche und familiäre Ereignisse. In dem Album Goodnight verarbeitete er die Scheidung seiner Eltern während seiner Jugendzeit. Die Songs auf The Sparrow and the Crow entstanden während seiner eigenen Scheidung.
Die Musik von Fitzsimmons wurde anfänglich durch die Social-Network-Seite Myspace und durch eine Tour mit Kolleginnen wie Ingrid Michaelson und Cary Brothers bekannt, aber auch durch Serien wie Grey’s Anatomy. Seine Musik wurde auch in den US-amerikanischen Fernsehserien Brothers & Sisters, MTV’s Life of Ryan, One Tree Hill, Family’s Greek und Lifetime’s Army Wives verwendet. 
Im Juni 2011 war Fitzsimmons auf Europatournee. 2014 erschien sein Album Lions, die Veröffentlichung ging mit einer Europatournee einher. 2015 veröffentlichte Fitzsimmons sein siebtes Album, die EP Pittsburgh mit 7 Songs.

## Auszeichnungen
- iTunes US Best Singer/Songwriter Album 2008: The Sparrow and the Crow
- iTunes Australia Best International Singer/Songwriter Album 2009: The Sparrow and the Crow
- iTunes UK Best of 2009 Singer/Songwriter category: Goodnight
- Das Plakat für die europäische Tour zu The Sparrow and the Crow (gestaltet von Stefan Guzy und Björn Wiede vom Berliner Designbüro Zwölf) wurde 2009 unter die 100 besten Plakate Deutschlands, Österreich und der Schweiz gewählt.[9]

## Diskografie

### Alben
- 2005: Until When We Are Ghosts
- 2006: Goodnight
- 2008: The Sparrow and the Crow
- 2010: Derivatives
- 2011: Gold in the Shadow (Grönland 1146493, Rough Trade)[10]
- 2014: Lions
- 2015: Pittsburgh
- 2016: Charleroi – Pittsburgh, Vol. 2
- 2017: Live
- 2018: Mission Bell
- 2021: Ready the Astronaut[11]
- 2022: Covers, Vol. 1
- 2023: Covers, Vol. 2
- 2025: Incidental Contact

### Weitere
- 2011: You Can Close Your Eyes (Acoustic Dreamland compilation)
- 2009: Heartless (Single)
- 2009: Covered in Snow (Single)